# Byrsonima garcibarrigae
Byrsonima garcibarrigae är en tvåhjärtbladig växtart som beskrevs av José Cuatrecasas. Byrsonima garcibarrigae ingår i släktet Byrsonima och familjen Malpighiaceae. Inga underarter finns listade i Catalogue of Life.